# Сугот (Росія)
Суго́т (рос. Сугот) — присілок у складі Колпашевського району Томської області, Росія. Входить до складу Чажемтовського сільського поселення.

## Населення
Населення — 138 осіб (2010; 204 у 2002).
Національний склад (станом на 2002 рік):
- росіяни — 84 %